# Carol Twomblyová
Carol Twomblyová (nepřech. Twombly, * 13. června 1959 Concord) je americká designérka, typografka a umělkyně, známá především pro její fonty v rámci Adobe Originals.

## Život

### Vzdělání
Je nejmladší z pěti dětí. Během dětství trávila čas s rodinou v domě u jezera v New Hampshire, lyžovala, kempovala, plavala a hrála tenis. Byla vzorovou studentkou s vynikajícími známkami a jejím oblíbeným předmětem byla výtvarná výchova. Věnovala se celé řadě uměleckých činností, ale nejvíce ji oslovilo sochařství, kterému se chtěla věnovat dál na Rhode Island School of Design, kde studoval její bratr architekturu. Později se rozhodla svůj obor změnit na grafický design, který se jí zdál praktičtější: „Zjistila jsem, že komunikace umisťováním černých tvarů na bílý papír umožňuje vítanou rovnováhu mezi volností a strukturou. Grafický design pro mě byl více praktickou volbou.“
K typografii jí dovedl profesor Charles Bigelow a jeho partnerka Kris Holmesová. Během letních prázdnin pracovávala v jejich studiu, kde pomáhala s návrhem pro německou písmolíjnu. Naučila se zde jak probíhá návrh písem od počátečních náčrtů na pergamenový papír, jejich zkoumání ve zmenšené podobě, až po digitální zpracování pomocí software Ikarus.
Po absolvování Rhode Island School of Design strávila rok v bostonském grafickém studiu. Tehdy ji Bigelow pozval do nově otevřeného programu digitální typografie na Stanfordově univerzitě. Toto pozvání přijala a po dvou letech dostala magisterský titul Master of Science z počítačové vědy a typografického designu.

### Kariéra
Čtyři další roky pracovala s Bigelowem a Holmesovou v jejich studiu Bigelow & Holmes a v této době navrhla písmo, se kterým se v roce 1984 přihlásila do japonské soutěže společnosti Morisawa. Vyhrála první místo v kategorii pro latinková písma a toto písmo bylo následně vydáno pod jménem Mirarae.
Od roku 1988 pracovala na plný úvazek pro Adobe Systems v jejich Adobe Originals programu spolu s Robertem Slimbachem a Fredem Bradym. Jejími prvními projekty zde byly písma Trajan, Lithos a Charlemagne. Všechna inspirována historickými písmy - Trajan monumentální římskou kapitálou, Lithos řeckými tesanými nápisy a Charlemagne verzálkami karolínské minuskule. Pod jejím vedením vznikala dekorativní písma jako jsou Ponderosa, Pepperwood, Zebrawood a Rosewood.
V roce 1994 získala ocenění od Association Typographique Internationale za excelenci v typografii jako první žena a druhý americký občan. Nechtěla být ovšem tváří marketingových materiálů a vystupovat na konferencích. Nebyla také spokojena se změnami probíhajícími v Adobe a se svou roli ve firmě. Roku 1999 odchází jak z Adobe, tak i od typografie a grafického designu. Nyní (2020) je umělkyní na volné noze a věnuje se kreslení, pletení košíků či vyrábění šperků. Svůj čas taky tráví cvičením čchi-kung, afrokubánským bubnováním, turistikou a dobrovolnictvím.

## Dílo

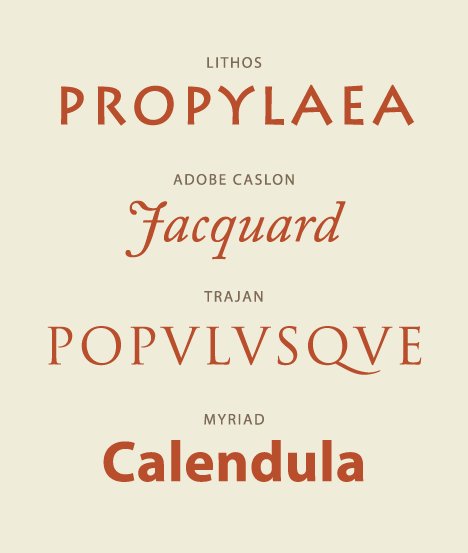
Rodiny písem Carol Twomblyové

Pro mnohé z jejích fontů nalezla inspiraci v historických písmech, od raných tesaných řeckých nápisů po písma 18. století. Téměř všechna písma vydala písmolíjna Adobe, výjimkou je její první písmo Mirarae od Bitstream a písmo EF Caslon od Elsner+Flake.
Své návrhy dělávala na papíře. Věřila, že je lepší, když i v digitalizovaném písmu bude vidět vliv kresby perem: „Jemné rozdíly v literách mohou dodat osobnost a oživit monotónnost perfektně se opakujících tvarů.“
- Mirarae (1984) - přímá kurzíva
- Trajan (1989) - inspirováno monumentální kapitálou, hojně používané na filmové plakáty
- Lithos (1989) - inspirováno vytesanými řeckými nápisy z roku 400 př. n. l.
- Charlemagne (1989) - inspirováno karolínskou minuskulí
- Adobe Caslon (1990) - inspirováno sadou Willima Caslona
- Myriad (1992) - první multiple master písmo, vytvořené ve spolupráci s Robertem Slimbachem
- Viva (1993) - její první originální design
- Nueva (1994) - začalo jako návrh minusek pro Charlemagne, skončilo jako svůj vlastní font s vlastními verzálkami; zakulacené písmo
- Chaparral (1997) - egyptienka po vzoru Clauda Garamonda
- Ponderosa, Pepperwood, Zebrawood, Rosewood - italienky vytvořené ve spolupráci s Kimem B. Chanslerem a Carlem Crossgrovem
- EF Caslon